# باغ سعیدی (نیشابور)
باغ سعیدی یا باغ تاریخی سعیدی باغی است شامل باغ بزرگ (به وسعت ۴ هکتار) و دو عمارت تاریخی (در مرکز و جنوب باغ) و با قدمتی نزدیک صد سال که در اواخر دوره قاجار و اوایل دوره پهلوی به دست ابراهیم خان سعیدالایاله (سعیدی) از خوانین نیشابور ساخته شده‌است. عبدالله سعیدی فرزند میرزا ابراهیم، نماینده مردم نیشابور در دوره‌های هجدهم و نوزدهم مجلس شورای ملی در این باغ زندگی می‌کرده‌است. این بنای تاریخی در خیابان بنیاد شهید در نیشابور قرار دارد.